# Rocchetta Mattei

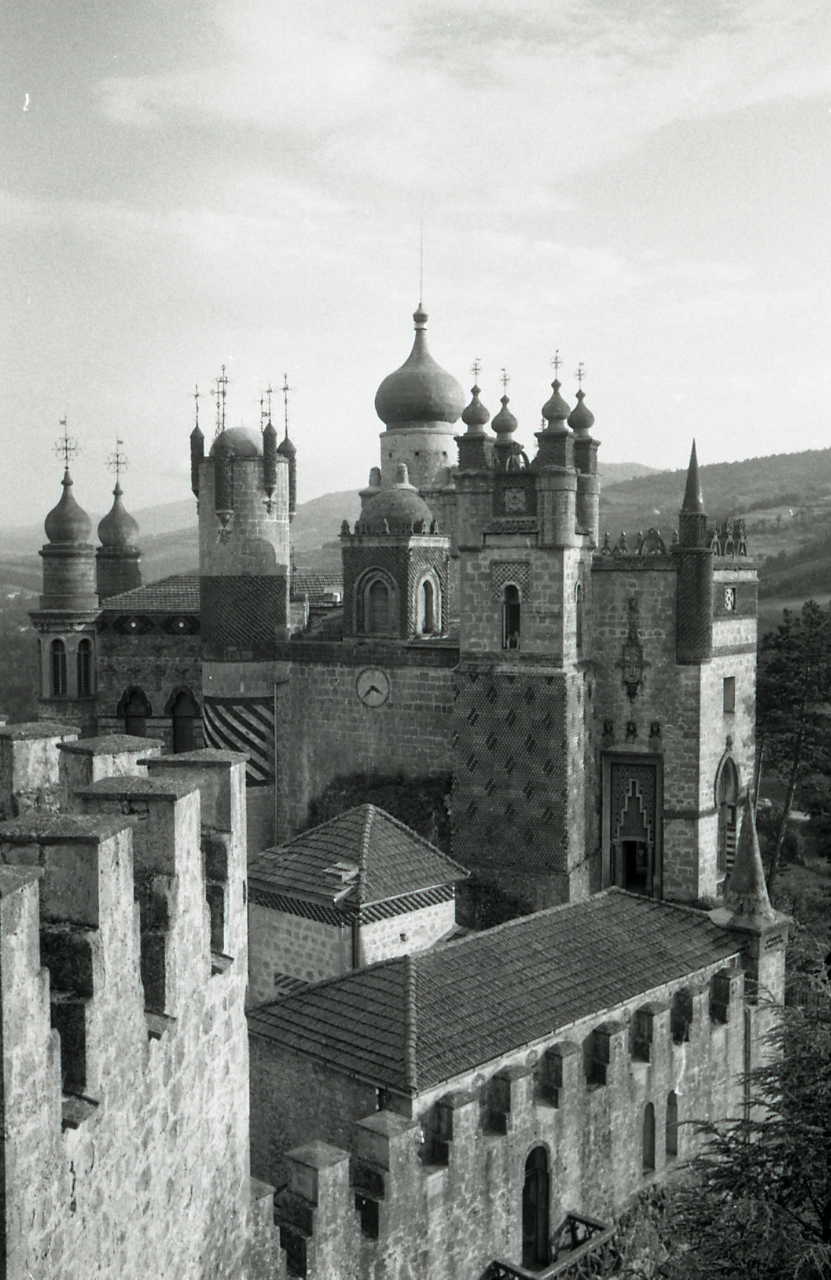
Historische Aufnahme der della Rocchetta (Paolo Monti)

Rocchetta Mattei heißt ein vom italienischen Wunderheiler Cesare Mattei (1809–1896) im 19. Jahrhundert errichtetes burgartiges Schloss im nördlichen Apennin bei Grizzana Morandi in der Emilia-Romagna.

## Geschichte
Mattei, Literat, Politiker und Erfinder der „Elektrohomöopathie“, legte den Grundstein zu seinem mittelalterlich und maurisch inspiriertem Bauwerk am 5. November 1850 und bewohnte es ab 1859. Gekrönte Häupter und Berühmtheiten aus aller Welt konsultierten hier den 1847 durch den Papst nach einer großzügigen Schenkung zum Grafen erhobenen Wunderheiler. Auch nach dessen Tod blieb das ungewöhnliche Schloss im Stil des romantischen Historismus ein Zentrum der von Mattei vertretenen Heilmethode. Erst im Zweiten Weltkrieg kam es zum Niedergang.
1959 erwarb der Kaufmann Primo Stefanelli aus Vergato das von deutschen Truppen im Krieg beschädigte Bauwerk und widmete es touristischen Zwecken; nach seinem Tod (1989) kam es aber zur Schließung.
Eine 1997 gegründete Bürgerinitiative setzte sich in der Folge für das von Besitzern und Behörden vernachlässigte Bauwerk ein, es kam sogar zur Bildung einer Menschenkette um das Schloss. Der Einsatz der Aktivisten erwies sich als erfolgreich. Im Jahr 2000 eröffnete ein dem Grafen (italienisch Conte) Cesare Mattei gewidmetes Museum. Die Stiftung der Sparkasse von Bologna erwarb das Schloss im Oktober 2005. Die Instandsetzung des Gebäudes erfolgte schleppend. Seit August 2015 ist das Schloss für die Öffentlichkeit zugänglich.
In der Rocchetta Mattei wurden die Filme Balsamus (1968) von Pupi Avati und Enrico IV (1984) von Marco Bellocchio gedreht.